# Motorola 300 1999
Motorola 300 1999 var ett race som var den sjätte deltävlingen i CART World Series säsongen 1999. Racet kördes den 29 maj på Gateway International Raceway i Madison, Illinois. Juan Pablo Montoya hade chansen att bli den förste nykomlingen någonsin att vinna fyra raka tävlingar, men efter att ha tagit pole position, gick inte tävlingen som han ville. Han slutade på elfte plats, samtidigt som Michael Andretti tog sin första seger för säsongen, vilket förde veteranen tillbaka in i mästerskapskampen. Dario Franchitti slutade trea, vilket gjorde att han också närmade sig Montoya i sammandraget. Tävlingens stora överraskning var att Hélio Castroneves blev tvåa med Hogan Racing.

## Slutresultat
| Plats | Förare               | Team                     | Grid | Kvaltid |
| ----- | -------------------- | ------------------------ | ---- | ------- |
| 1     | Michael Andretti     | Newman/Haas Racing       | 11   | 25,381  |
| 2     | Hélio Castroneves    | Hogan Racing             | 3    | 25,103  |
| 3     | Dario Franchitti     | Team KOOL Green          | 5    | 25,197  |
| 4     | Roberto Moreno       | Patrick Racing           | 19   | 25,676  |
| 5     | Max Papis            | Team Rahal               | 13   | 25,404  |
| 6     | Greg Moore           | Forsythe Racing          | 6    | 25,199  |
| 7     | Tony Kanaan          | Forsythe Racing          | 14   | 25,446  |
| 8     | P.J. Jones           | Patrick Racing           | 16   | 25,534  |
| 9     | Christian Fittipaldi | Newman/Haas Racing       | 8    | 25,237  |
| 10    | Jimmy Vasser         | Chip Ganassi Racing      | 10   | 25,357  |
| 11    | Juan Pablo Montoya   | Chip Ganassi Racing      | 1    | 25,014  |
| 12    | Al Unser Jr.         | Marlboro Team Penske     | 24   | 25,899  |
| 13    | Richie Hearn         | Della Penna Motorsports  | 25   | 25,996  |
| 14    | Scott Pruett         | Arciero-Wells Racing     | 20   | 25,681  |
| 15    | Shigeaki Hattori     | Bettenhausen Motorsports | 26   | 26,335  |
| 16    | Alex Barron          | All American Racing      | 23   | 25,768  |
| 17    | Cristiano da Matta   | Arciero-Wells Racing     | 12   | 25,399  |
| 18    | Maurício Gugelmin    | PacWest Racing           | 21   | 25,720  |
| 19    | Paul Tracy           | Team KOOL Green          | 2    | 25,094  |
| 20    | Michel Jourdain Jr.  | Payton/Coyne Racing      | 22   | 25,754  |
| 21    | Adrián Fernández     | Patrick Racing           | 7    | 25,223  |
| 22    | Patrick Carpentier   | Forsythe Racing          | 4    | 25,187  |
| 23    | Bryan Herta          | Team Rahal               | 17   | 25,619  |
| 24    | Dennis Vitolo        | Payton/Coyne Racing      | 27   | 27,472  |
| 25    | Gil de Ferran        | Walker Racing            | 15   | 25,533  |
| 26    | Tarso Marques        | Marlboro Team Penske     | 18   | 25,666  |
| 27    | Robby Gordon         | Team Gordon              | 9    | 25,248  |